# Ефимов, Николай Владимирович
Никола́й Влади́мирович Ефи́мов (18 (31) мая 1910, Оренбург — 14 августа 1982, Москва) — советский математик, член-корреспондент АН СССР (1979). Лауреат Ленинской премии.

## Биография
Н. В. Ефимов родился 18 (31) мая 1910 года в Оренбурге. В 1932 году окончил Северо-Кавказский государственный университет (ныне Южный федеральный университет). В 1934—1941 гг. работал в Воронежском университете (с 1940 года — профессор), в 1941—1943 гг. — в Воронежском авиационном институте.
С 1934 года — кандидат физико-математических наук (тема диссертации — «Изгибание поверхностей с параболическими точками»), с 1940 года — доктор физико-математических наук (тема диссертации — «Инвариантные характеристики некоторых сетей и поверхностей»). В 1946—1956 гг. — профессор кафедры математики физического факультета МГУ.
В 1943—1962 гг. работал заведующим кафедрой математики в Московском лесотехническом институте. С 1946 года преподавал также в Московском государственном университете (МГУ), который позднее стал его основным местом работы.
В 1957—1982 гг. Н. В. Ефимов заведовал кафедрой математического анализа мехмата МГУ. В 1962—1969 годах был деканом механико-математического факультета МГУ. В 1979 году избран членом-корреспондентом АН СССР. Был членом редколлегии «Математической энциклопедии».

## Научная деятельность
Области научных интересов Н. В. Ефимова: дифференциальная геометрия, прикладная математика. При этом его основные труды относятся к геометрии и посвящены, в частности, теории деформации поверхностей и теории поверхностей отрицательной кривизны.
Н. В. Ефимов исследовал изгибание куска поверхности вблизи точки уплощения и показал, что существуют аналитические поверхности, неизгибаемые ни в какой окрестности такой точки. Решил обобщённую проблему Гильберта о поверхностях, имеющих во всех точках отрицательную гауссову кривизну. 
Обобщил теорему Гильберта о погружении плоскости Лобачевского, а именно доказал что на полной регулярной поверхности в трёхмерном евклидовом пространстве гауссова кривизна всюду отрицательна, то она имеет точную верхнюю грань, равную нулю.
В теории уравнений с частными производными разработал метод исследования нелинейных гиперболических систем.
Создал и возглавил московскую школу геометров, занятую разработкой вопросов геометрии «в целом».

## Награды и премии
За свои научные достижения Н. В. Ефимов удостоен ряда государственных наград и премий:
- Орден Трудового Красного Знамени (1953, 1971);
- Ленинская премия (1966) — за исследования по возникновению особенностей на поверхностях отрицательной кривизны;
- Премия имени Н. И. Лобачевского (1951).

## Публикации

### Отдельные издания
- Ефимов Н. В. . Высшая геометрия. — М.—Л.: ГИТТЛ, 1945. — 485 с.
- Ефимов Н. В. . Краткий курс аналитической геометрии. — М.—Л.: ГИТТЛ, 1950. — 228 с.
- Ефимов Н. В. . Квадратичные формы и матрицы. — М.: Физматгиз, 1962. — 160 с. — (Избранные главы высшей математики для инженеров и студентов ВТУЗов).
- Ефимов Н. В., Розендорн Э. Р. . Линейная алгебра и многомерная геометрия. — М.: Наука, 1970. — 528 с.
- Ефимов Н. В. . Введение в теорию внешних форм. — М.: Наука, 1977. — 88 с.

### Некоторые статьи
- Ефимов Н. В.  Качественные вопросы теории деформаций поверхностей // Успехи математических наук. — 1948. — Т. 3, вып. 2 (24). — С. 47—158.
- Ефимов Н. В.  Качественные вопросы теории деформаций поверхностей «в малом» // Труды МИАН СССР. — 1949. — Т. 30. — С. 3—128.
- Ефимов Н. В.  Поверхности с медленно изменяющейся отрицательной кривизной // Успехи математических наук. — 1966. — Т. 21, вып. 5 (131). — С. 3—58.